# Herb gminy Hyżne
Herb gminy Hyżne – jeden z symboli gminy Hyżne, ustanowiony 28 października 2005.

## Wygląd i symbolika
Herb przedstawia na tarczy w polu błękitnym krzyż kawalerski złoty zaćwieczony na złotym pagórku, pod którym przełamany buńczuk złoty o czarnej kicie. Błękitne pole tarczy nawiązuje do historycznych herbów województwa ruskiego oraz ziemi przemyskiej i sanockiej. Krzyż kawalerski stanowi nawiązanie do kościoła parafialnego pod wezwaniem Wszystkich Świętych w Hyżnem (najstarszego w gminie) a także przynależności gminy do powiatu rzeszowskiego. Pagórek złoty symbolizuje Tatarską Górkę, na której pokonano oddział tatarski broniąc sanktuarium Matki Bożej Hyżneńskiej - stąd też złamany buńczuk.